# Organdí

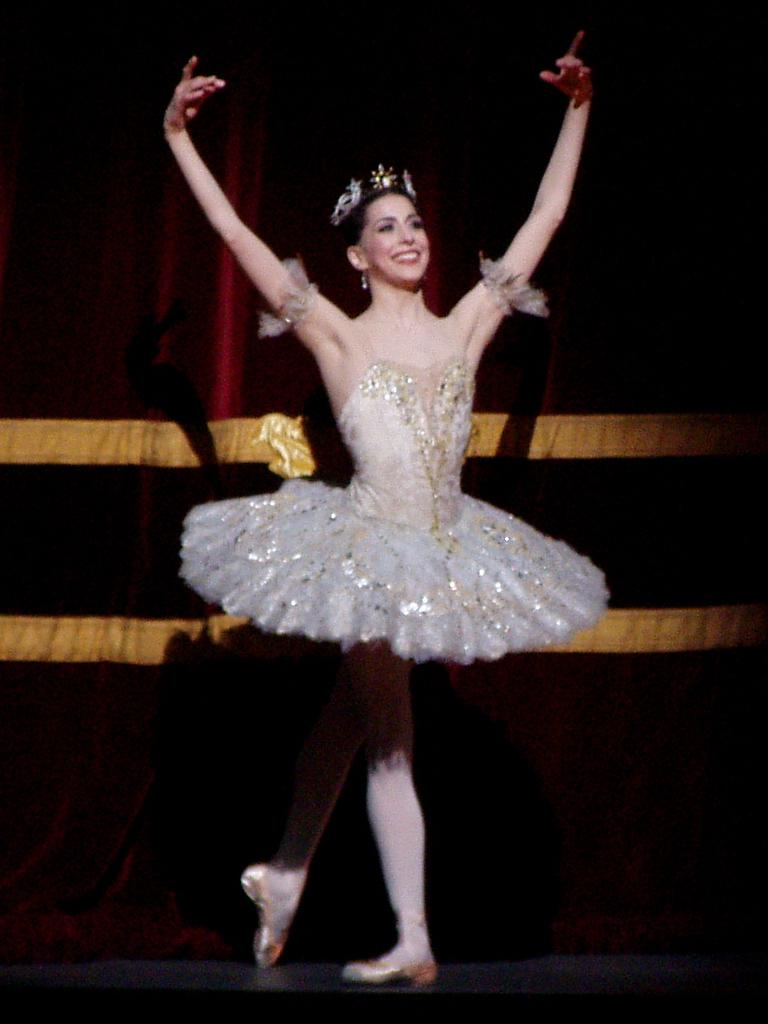
Tutú d'organça

Organdí és un teixit de cotó amb lligat de tafetà, molt més fi i transparent que la mussolina, lleugera, atapeïda i arrissada molt transparent. El mot troba el seu origen en el nom de la ciutat d'Urganch o Gurgandj, ciutat de comerç entre àrabs i xinesos) del Turkmenistan.
De moda a partir del segle xviii aquests teixits van ser importats des de l'Índia. De seguida es van fabricar a França en les mateixes fàbriques on es teixia la mussolina. L'organdí i l'organça són dos teixits similars, la seva denominació difereix segons el nombre de fils emprats en la seva fabricació. Semblants a la mussolina, es distingeixen pel seu aspecte rígid. L'organdí i l'organça serveixen per a la decoració de les finestres com cortinetes, com adorn per a les bruses i vestits de nit. L'organdí no s'utilitza gaire per a vestits de ballet, per ser massa fràgil i trencadís, s'empra molt més l'organça per fer els tutú utilitzats en els ballets romàntics.
La majoria d'organdí està feta de cotó i fibres sintètiques com el polièster o el niló. Les teles d'organdí més luxoses es fabriquen encara de seda. L'organdí de seda es teixeix al llarg del riu Yangtze i la província de Zhejiang a la Xina, i també a la regió de Bangalore a l'Índia.

## En l'art
- Puntes i organdí: Memòries d'un temps que ja no hi és (2010), novel·la de Maria Dolors Salat[3]